# Шургуял (Новоторъяльский район)
Шургуял (мар. Шӱргыял) — деревня в Новоторъяльском районе Республики Марий Эл. Входит в состав Староторъяльского сельского поселения.

## География
Находится в северо-восточной части республики Марий Эл на расстоянии приблизительно 12 км по прямой на юг от районного центра посёлка Новый Торъял.

## История
Известна с 1820 года, где в то время насчитывалось 4 двора. В 1850 году в селении проживали православные русские — 30 человек и крещёные черемисы — 31 человек. В 1884 году деревня входила в состав Конганурской волости, имелось 15 дворов, 87 человек. В 1925 году в деревне проживали 140 человек — 82 мари и 58 русских. В 1970 году здесь, в основном, проживали мари: 78 человек. В 1992 года в Шургуяле насчитывалось 14 хозяйств, 44 человека, в 2002 году — 15 дворов. В советское время работал колхоз «Трудовик».

## Население
Население составляло 35 человек (мари 100 %) в 2002 году, 35 в 2010.